# Wilkiszki (rejon solecznicki)
Wilkiszki (lit. Vilkiškės) − wieś na Litwie, w rejonie solecznickim, 6 km na północny zachód od Turgieli, zamieszkana przez 74 ludzi. Przed II wojną światową w Polsce, w powiecie wileńsko-trockim województwa wileńskiego.